# Civilización mexica
Los mexicas (del náhuatl: mexihkah [meːˈʃiʔkaḁ]ⓘ, «mexicas»), llamados en la historiografía tradicional aztecas, fueron un pueblo mesoamericano de filiación nahua que fundó México-Tenochtitlan. Hacia el siglo XV en el periodo Posclásico Tardío, se convirtió en el centro de uno de los Estados más extensos que se conoció en Mesoamérica, asentado en un islote al poniente del extinto conjunto de cuerpos de agua conocido como el lago de Texcoco, sobre los márgenes centro y sur de los lagos, como en Huexotla, Coatlinchán, Culhuacán, Iztapalapa, Chalco, Xico, Xochimilco, Tacuba, Azcapotzalco, Tenayuca y Xaltocan, hacia finales del Posclásico Temprano (900-1200). Sobre el islote se asienta la actual Ciudad de México, que corresponde a la misma ubicación geográfica.
Aliados con otros pueblos de la cuenca lacustre del valle de México —Tlacopan y Texcoco—. Los mexicas dominaron a varias poblaciones indígenas que se asentaron en el centro y sur del territorio actual de México, agrupados territorialmente en altépetl.
Los mexicas son caracterizados por la explotación de cultivos altamente simbióticos —dependientes de manipulación humana, como maíz, chile, calabaza, frijol, cacao, etc.—; el uso extensivo de plumas para la confección de vestimentas; el uso de calendarios astronómicos —uno ritual de 260 días y otro civil de 365—; y una sofisticada metalurgia prehispánica ornamental y militar basada principalmente en el bronce, oro y plata.
Tenían una escritura en forma de pictogramas, usada para documentar hechos y cálculos de obras arquitectónicas basados en un sistema métrico propio para medir terrenos, comparable a otros sistemas de medida de la Edad Moderna. Además se caracterizaban por el uso extensivo de productos derivados de las cactáceas y agaves y el tratamiento de rocas ígneas (obsidiana) con fines quirúrgicos y bélicos.

## Introducción
Los mexicas fueron el último pueblo de Mesoamérica, conformado por una rica y compleja cultura, conformada por su característica religión, política, cosmología, astronomía, filosofía y el arte, aprendida y desarrollada por diversos pueblos mesoamericanos a lo largo de varios siglos.
A esta civilización se le han dado varios nombres, el más conocido “aztecas”; ya que en esos tiempos era común que los miembros de la sociedad recibieran un nombre con respecto al lugar dónde vivían ellos comenzaron a autonombrarse “tenochcas” o como los conocemos actualmente y la manera más correcta de llamarlos es “mexicas”.
Esta civilización fue la más conocida y representativa situada en la región centro-sur del actual territorio mexicano, y fueron los fundadores de lo que actualmente se conoce como “Imperio Azteca” el cual colonizó la región central mesoamericana. Aquí fue donde Tenochtitlán se convirtió en el corazón de la civilización y la capital del imperio, la cual se expandió notoriamente por medio de poblaciones, conocidas en ese momento como “altépetl”, que, unidas entre sí, formaron un Estado imperial donde se impulsó la lengua náhuatl y el culto a los dioses en los que creían, conformadas por campesinos, artesanos, comerciantes, guerreros, sacerdotes y gobernantes hasta la llegada de los españoles.

## Antecedentes
El período mexica o azteca fue una fase más de otras culturas y períodos arqueológicos, entre los que destacan:
- Olmecas (2500 a. C.-200 d. C.): constructores de pirámides, los jefes eran los reyes-sacerdotes;
- Teotihuacán (400 a. C.-800 d. C.): se encuentran el templo de la luna y la pirámide del sol; su dios principal fue Quetzalcóatl;

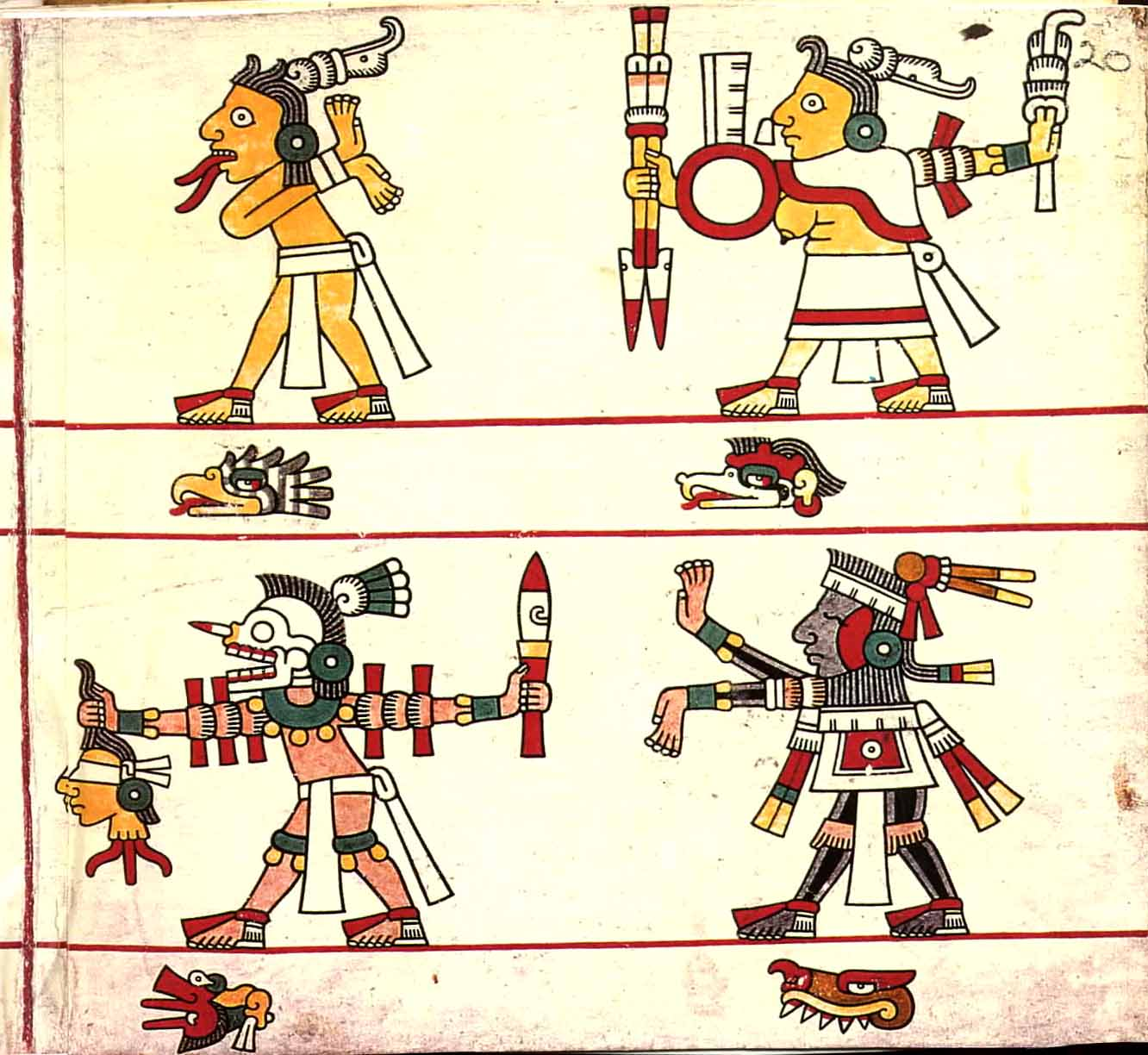
Sacrificio religioso perpretrado por sacerdotes. Se creía que la sangre alimentaba al Sol.

- Sacrificio religioso perpretrado por sacerdotes. Se creía que la sangre alimentaba al Sol.Toltecas (900 d. C.-1168 d. C.): tuvo como capital Tula (Tollan-Xicocotitlan).

Filogenéticamente, está claro que los nahuas hablan lenguas relacionadas con los pueblos uto-aztecas del norte de México y sur de Estados Unidos, y existen diversas evidencias de que migraron hacia el final del I milenio d. C. hacia el sur hasta alcanzar el centro de México. Los propios mexicas recogen esta migración en diversos relatos legendarios, que pueden contener algún elemento histórico real, que explican las fases de su migración hacia el sur. 
La mitología mexica, siendo muy diversa, pero reforzada bajo el mandato virtual de Tlacaélel, situó el origen mítico en Chicomóztoc (del náhuatl: Chikomostok ‘Lugar de las siete cuevas’), sitio relacionado con Aztlán —de donde viene el gentilicio azteca—, aunque no existe consenso sobre el punto exacto donde se encuentre el sitio por tratarse de un sitio mítico. La lengua de los mexicas era el náhuatl clásico, que actualmente es la lengua indígena con la mayor comunidad lingüística en México. 
El etnónimo azteca fue popularizado por investigadores muy posteriores a su tiempo. Sin embargo, cabe mencionar que los mexicas no se llamaban a sí mismos de esa forma, y que fue resultado de una mala designación posterior; y que las crónicas posteriores los nombraron en todo momento como «mexicanos» o «los de México».
A la llegada de los españoles, los mexicas mantenían relaciones de tensión con los altépetl sometidos, a los que les imponían fuertes cargas tributarias. Esta situación fue aprovechada por los recién llegados en 1519, que rápidamente establecieron alianzas con los zempoaltecas y los tlaxcaltecas. 
Tras la caída de México-Tenochtitlan, la élite gobernante mexica fue sometida e integrada gradualmente a la sociedad colonial, recuperando muchos de ellos cargos y privilegios. El resto de la sociedad mexica sufrió una serie de colapsos -principalmente el demográfico- en todas sus estructuras, pero fueron muchas las continuidades y resistencias que permanecieron por mucho tiempo y hasta nuestros días en los pueblos indígenas de México, aunque el grueso de la población entró en un proceso de una caída demográfica histórica en menos de un siglo sufrida por todos los pueblos indígenas por las nuevas enfermedades europeas.

### Terminología

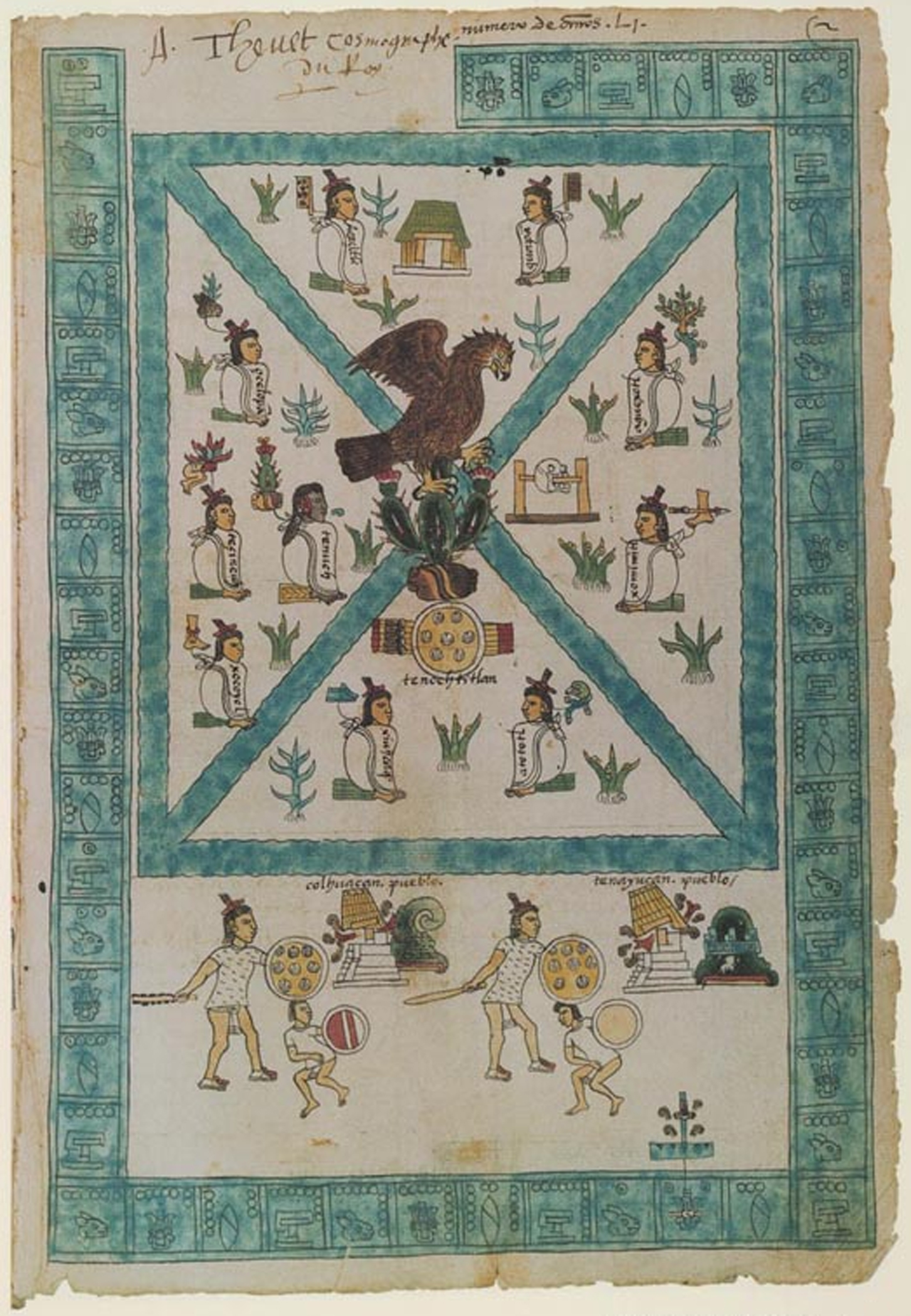
“Año 2 Calli (1325): fundación de México-Tenochtitlan”.
Códice Mendoza

En la historiografía de Mesoamérica, aparecen los términos nahuas, mexicas y aztecas como vagamente equivalentes. Sin embargo, no deben ser tomados como sinónimos. Estos tres términos aparecen cuando se habla de los habitantes que se situaron en el valle de Anáhuac, principalmente en el islote de Tenochtitlan durante el siglo XVI:
- El término nahua se refiere a todos aquellos que hablaron o actualmente hablan la lengua nahua (náhuatl). Durante la invasión, los habitantes de la Gran Tenochtilan eran en su mayoría nahuas; sin embargo, no eran los únicos de Mesoamérica. Y existían enclaves nahuas en todo el centro de México e incluso tan al sur como El Salvador (señorío de Cuzcatlán), Nicaragua (Nicaraos) y Costa Rica (Nicoya), aunque según Kaufman,[11] tanto los Diriá de Nicaragua como los Chorotegas de Nicoya no eran de habla nahua sino oto-mangue.
- Los nahuas que habitaban en las zonas de Tenochtitlan y de Tlatelolco eran conocidos como mexicas debido a que se autodenominaban a sí mismos mexihcah. Las crónicas españolas del siglo XVI modificaron la palabra y los nombraron "mexicanos". Así es como aparecen en la historia colonial. Sin embargo, los nahuas de Texcoco y de Tlacopan que participaron como aliados de los mexicas y que a veces son considerados parte de los aztecas por tener el mismo origen se denominaban a sí mismos acolhuas y tepanecas, respectivamente.
- Finalmente, desde el siglo XIX en adelante, la mayoría de los historiadores fuera de México han usado el nombre o la denominación azteca para referirse a los mexicas (y frecuentemente también a sus aliados de la Triple Alianza). El nombre azteca se refiere al mito narrado por las crónicas coloniales, según el cual «los mexicas, los acolhuas[cita requerida] y los tepanecas[cita requerida] habían salido de un lugar llamado Aztlán».

En 1427 los mexicas eligen un nuevo rey, Itzcóatl, que era hijo de Acamapichtli, el primer rey mexica, y de una esclava. Este es el único caso en el que subió al trono un hombre que no tuviera por madre una mujer de sangre tolteca; la elección se debió seguramente a las cualidades del candidato, cuyo genio militar y cuya habilidad política debían, en los trece años de su reinado, transformar el destino de su pueblo.
Con motivo de la querella entre los hijos de Tezozómoc, los diferentes "gobiernos en exilio", causados por las conquistas de aquel, comprendieron que era el momento de volver a sus diferentes países y de liberarse del yugo de Azcapotzalco. Entonces se forma una alianza entre los mexicas y varios otros grupos. De estos, con mucho el más importante es el que representaba a la antigua dinastía chichimeca que había reinado sobre Texcoco hasta la derrota de Ixtlilxochitl, que ya hemos relatado. Los aliados obtienen la neutralidad de algunas de las ciudades tepanecas y, después de una guerra en extremo difícil, Azcapotzalco mismo fue tomado en 1428. Esto no marca el fin de la contienda, ya que Maxtla se refugió en Coyoacán y en sitios más lejanos, hasta que por fin es derrotado definitivamente en 1433. Entonces, Nezahualcóyotl puede regresar a Texcoco e inicia el largo reinado que no había de terminar sino con su muerte en 1472.

## Historia

### Orígenes

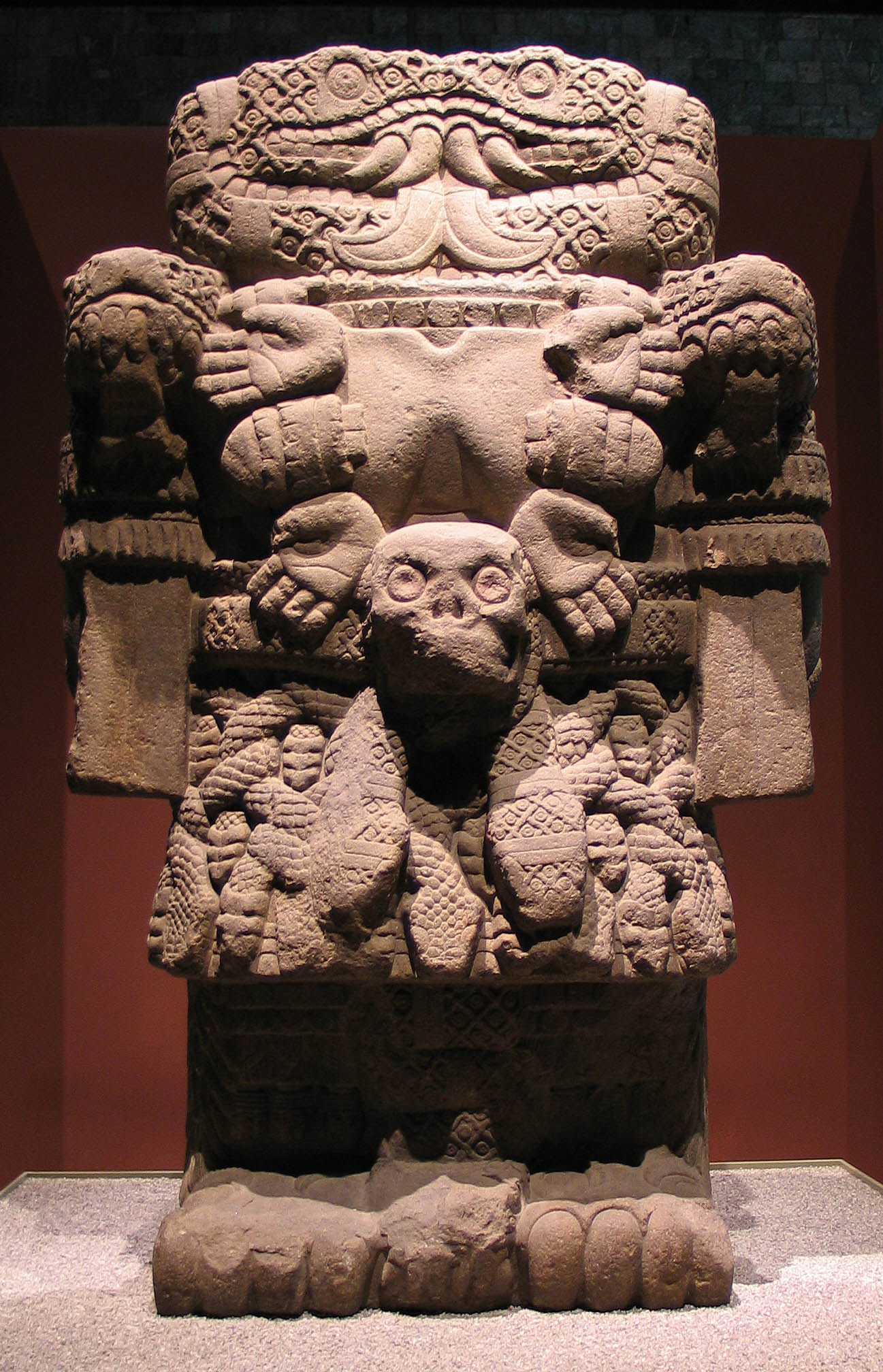
Coatlicue, la madre de los dioses mexicas. (Museo Nacional de Antropología, Ciudad de México).

El origen de los mexicas se sitúa entre los grupos hablantes de náhuatl del norte del actual México y antecesores de los asentados durante la llamada etapa chichimeca. Tradicionalmente se pensó que hubo una división de raza entre Aridoamérica —con grupos cazadores-recolectores principalmente— y Mesoamérica, con pueblos sedentarios y agricultores. Por los estudios más recientes se sabe que no fue así y que la diversidad étnica permitió a muchos grupos de origen chichimeco poseer diversos grados de estratificación y sedentarismo, según las variantes regionales y las condiciones ambientales donde se asentaron. Por ello al tener un contacto mayor con grupos mesoamericanos adoptan modos y usos civiles que tenían ya de alguna forma en el norte del actual México.
Los mexicas se consideran la última gran migración chichimeca al Altiplano Central, lo cual se dice ocurrió entre los siglos XII y XIII. El mito mexica oficial enuncia su origen mítico en Aztlán, una isla originaria de donde partieron por designios divinos. La evidencia histórica muestra —a excepción de las hipótesis de Wigberto Jiménez Moreno y Paul Kirchhoff que las sitúan en la isla de Mexcaltitlán en Nayarit o en el sur de Guanajuato, respectivamente— que la idea de Aztlán responde como muchos otros simbolismos y difrasismos mexicas, a una concepción mítica y arquetípica del islote de México-Tenochtitlan, en el que el mito se fraguó ya con el esplendor de dicha urbe, además de que las fuentes documentales mencionan una asimilación de lo mesoamericano desde las primeras etapas de la migración. Según la visión mítica mexica, la salida de la isla se hizo en cuatro o siete grupos calpulli del que era el más fuerte los huitznahuaque, que tenían como dios tutelar a Huitzilopochtli, acompañados de los teomamaques o sacerdotes que portaban los diversos tlaquimilolli (bultos sagrados), que contenían reliquias de los antepasados o diversos objetos muy sagrados para los grupos.
El Códice Boturini enuncia la ruta oficial hecha por los mexicas, que incluyó sitios de Hidalgo y México; hay más de treinta fuentes que aparentemente señalan particulares itinerarios, estos a través del análisis se reducen a tres principales rutas, por lo que es necesario tomar en cuenta además del Boturini esas otras dos grandes tradiciones. La segunda deriva del Códice Mexicanus y la tercera del Códice Telleriano-Remensis.
La tradición mítica oficial debe verse a través de la manera en que los antiguos mexicanos creaban y escribían su historia, a la cual intentaban de insertar elementos religiosos y políticos, por lo que hay que separar sus componentes y discernir buscando los hechos históricos más plausibles.

### Llegada a la Cuenca de México

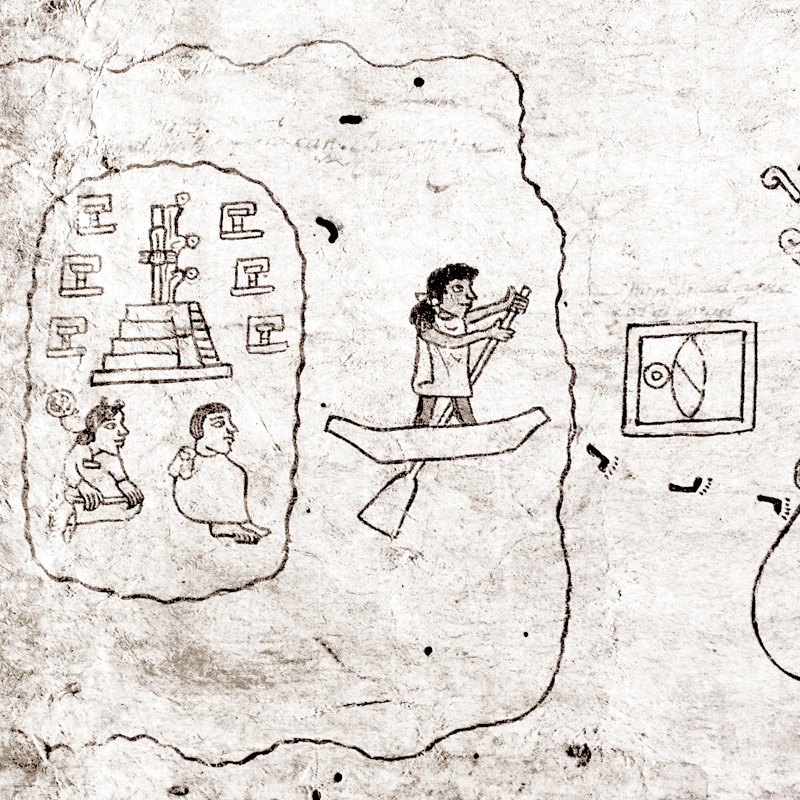
Primera página del Códice Boturini

Al arribar a la Cuenca de México los mexicas encontraron un panorama político complejo y asentado, así como el sometimiento por parte de los tepanecas de Azcapotzalco a casi todos los altépetl; podemos considerar por las fuentes que su arribo es al momento de asentarse en la región de Xaltocan-Tzompanco, lo más probable entre 1226 y 1227. Este parece ser el momento histórico más firme del cual parte su difusión hacia la orilla occidental del lago de Texcoco, hasta asentarse en Chapultepec aproximadamente en 1280. Luego de salir expulsados de Chapultepec (1299) por los altépetl de Azcapotzalco, Xaltocan, Culhuacan y Xochimilco, se asientan en Tizapan, dominio territorial de Culhuacan, el cual abandonan por la dureza de las condiciones y un enfrentamiento con los culhuas, yendo hacia la región de Texcoco antes de elegir un islote donde ya existían asentamientos previos, según evidencias arqueológicas.
Según la historia oficial aceptada, en un islote al poniente del lago de Texcoco, fundaron los mexicas México-Tenochtitlan en el año 2 Calli o 1325 en donde se cumplió, según el mito oficial, la profecía de un águila devorando una serpiente sobre un nopal. Ahora se sabe que los mexicas se establecieron previamente en diversas poblaciones, incluso fundaron algunas ciudades (como ejemplo Huixachtitlán), la información codificada en los documentos revela que ya habitaban el islote desde 1274. El asentamiento final incluyó la aceptación de Azcapotzalco como altépetl supremo, tributándole periódicamente y una condición general de obediencia. El islote estaba crecido de tulares, carrizos y una rica diversidad acuática que les permitirá la subsistencia así como una posición militar estratégica, si bien los primeros años sus condiciones de vida serán precarias.

## Territorio

La cuenca de México en el Posclásico tardío.

México-Tenochtitlan estaba ubicado sobre un islote al occidente del lago de Texcoco, en la zona lacustre de la cuenca de México. La cultura mexica ocupó la mayor parte del centro y sur de la actual República mexicana, se extendía, desde el poniente del valle de Toluca, abarcando casi todos los estados de Veracruz, Puebla, en el centro, Hidalgo, México, Morelos y en Michoacán solo lo que hoy es el Municipio de Zitácuaro ya que ahí hubo una importante frontera entre los tarascos y los mexicas, en el sur; gran parte de los estados de Guerrero y Oaxaca, así como la Costa de Chiapas hasta la frontera con Guatemala. Sin embargo, quedaban fuera de su dominio los señoríos de Meztitlán (en Hidalgo), Teotitlán y Tututepec (en Oaxaca), purépechas (en Michoacán), Yopitzingo (en Guerrero) y Tlaxcala.
La cuenca de México es una entidad geográfica de más de 7800 km² de superficie que se localiza en la parte meridional del Altiplano Central en la República Mexicana. Se trata de una cuenca limitada por cadenas de altas montañas en forma de anfiteatro, que tenía en medio un sistema lacustre integrado por los lagos Zumpango, Xaltocan, Texcoco, Xochimilco y Chalco. Donde el nivel era bajo y las aguas dulces, como en los lagos de Xochimilco y Chalco, era posible el cultivo chinampero. Entre los 2270 y los 2750 metros sobre el nivel del mar está comprendida la zona de somonte, cuyas tierras fértiles son propicias para el desarrollo de bosques así como para la práctica agrícola extensiva. A partir de los 2750 metros sobre el nivel del mar las laderas están dominadas por bosques de coníferas y pobladas por fauna mayor. Pese a estar situada al sur del Trópico de Cáncer, la cuenca de México contaba en la época prehispánica con un clima templado con precipitaciones medias de 700 milímetros anuales.

### Estado

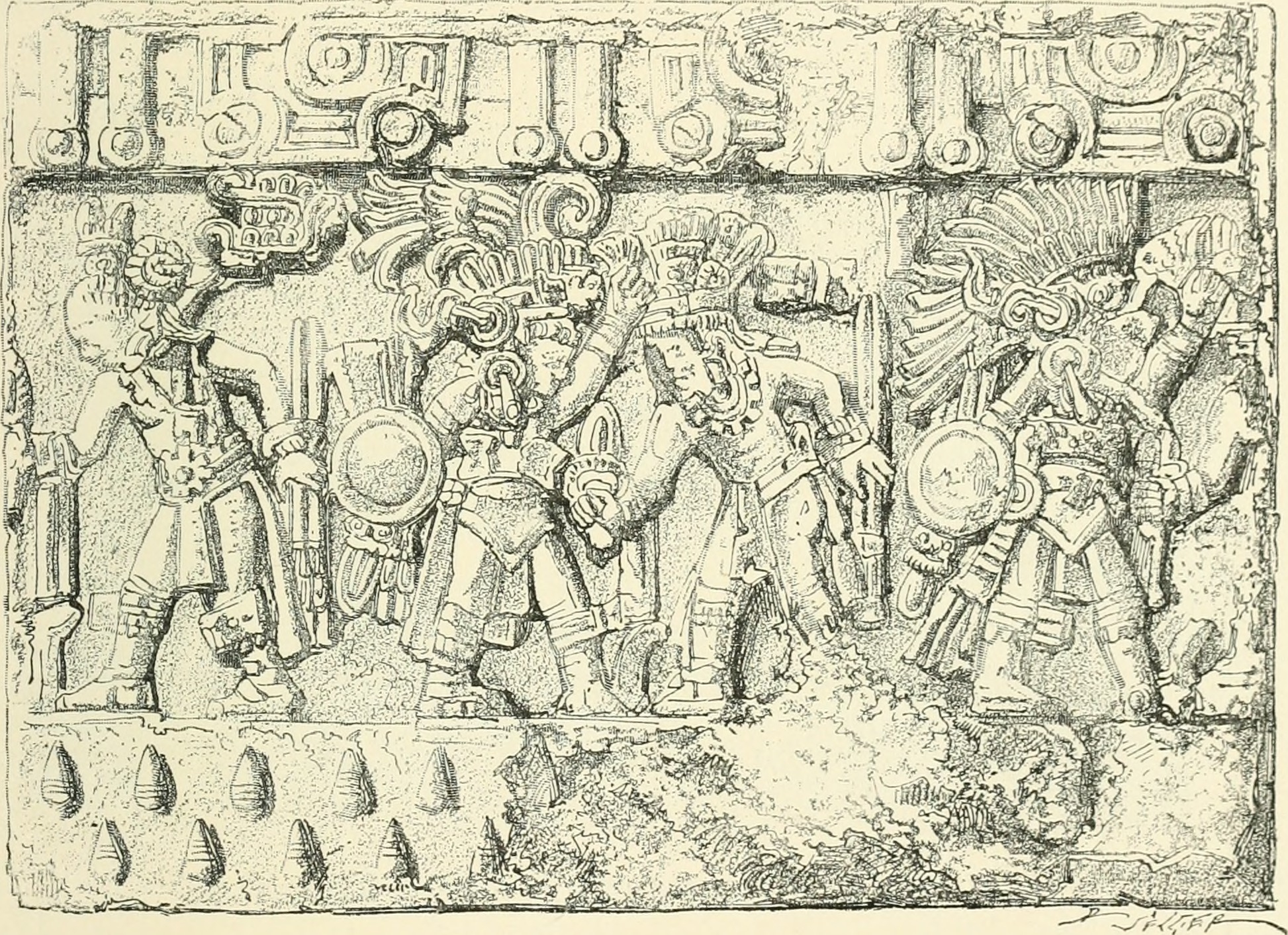
Sus armas eran: Lanza de madera con punta de obsidiana, el arco y la flecha con punta de obsidiana, y la macana llamada macuahuitl que era un barrote o garrote de menos de un metro de largo con afiladas hojas de obsidiana incrustadas (capaces de matar o herir gravemente) y el átlatl, palanca para arrojar jabalinas tan efectiva que incluso podía atravesar mallas de acero. Para defenderse tenían un escudo llamado chimalli hecho de madera y reforzado con tela o pieles ricamente pintadas y decorados con plumas; yelmos de madera zoomorfos cubiertos con cuero también decorados y como armaduras cotas de algodón acolchado, de un tejido tan apretado que las flechas no lo atravesaban.

Los altépetl sometidos por el pueblo mexica no formaban un sistema político unificado sino, mejor dicho, un sistema de tributo a Tenochtitlan. Entre los pueblos nahuas, el dirigente más importante era llamado huey tlatoque ('gran jefe'), también conocido como huey tlatoani ('el que habla').
Después de la formación de la Triple Alianza, el modelo político mexica se asentó definitivamente como una monarquía electiva. Un consejo se encargaba de elegir al huey tlatoani, al cual, ya elegido, le daban facultades absolutas y sin restricción. Sin embargo, se sospecha que un huey tlatoani, Tízoc, fue envenenado por el consejo, por ser considerado inepto y débil. Es destacable que factores religiosos y cosmogónicos incidan en la formación de un gobierno tripartita como el de la Triple Alianza (donde México-Tenochtitlan llevaba el mayor poder y la mayor parte proporcional de tributos) luego de la derrota del poderío tepaneca y el sometimiento del altépetl de Azcapotzalco, ya que no fue la primera vez en formarse gobiernos de ese tipo.
Al momento de gobernar Moctezuma Xocoyotzin tributaban otros treinta y ocho altépetl (según el Códice Mendoza), en donde el tributo era el elemento central de sometimiento así como la cesión de tierras donde trabajaban labriegos de paga (mayeques) y el producto obtenido iba directamente al tlatoani; la aceptación de la deidad principal mexica, el suministro de hombres a los contingentes militares, el avituallamiento de los mismos al paso hacia una campaña de conquista y dirimir asuntos políticos y jurídicos en Tenochtitlan. Por ello es impreciso hablar de un imperio, dado que Tenochtitlan no buscaba una extensión geográfica per se o una unidad estatal o nacional sino un mayor allegamiento de recursos y obediencia al huey tlatoani. Fueron los altépetl que prefirieron tributar en lugar de recibir una expedición militar que quemara su templo principal y arrojara su deidad por las escalinatas (símbolo incluso representado iconográficamente en los códices de sometimiento de un altépetl).
En los altépetl más importantes residía además un calpixque o recaudador que centraba su actividad en la tributación. Los altépetl que aceptaban de forma expresa el dominio mexica les era permitido mantener sus formas y organizaciones administrativas y políticas así como deidades siempre y cuando fueran debajo de Huitzilopochtli. Solo en regiones importantes, de contención a otras etnias o donde había una rebelión abierta residían funcionarios mexicas con atribuciones de tlatoanis. Por más de cincuenta años y hasta la tasación hecha por el oidor Valderrama esta estructura se mantendrá con pocos cambios en los pueblos indígenas del centro de la Nueva España.

### Ciudad

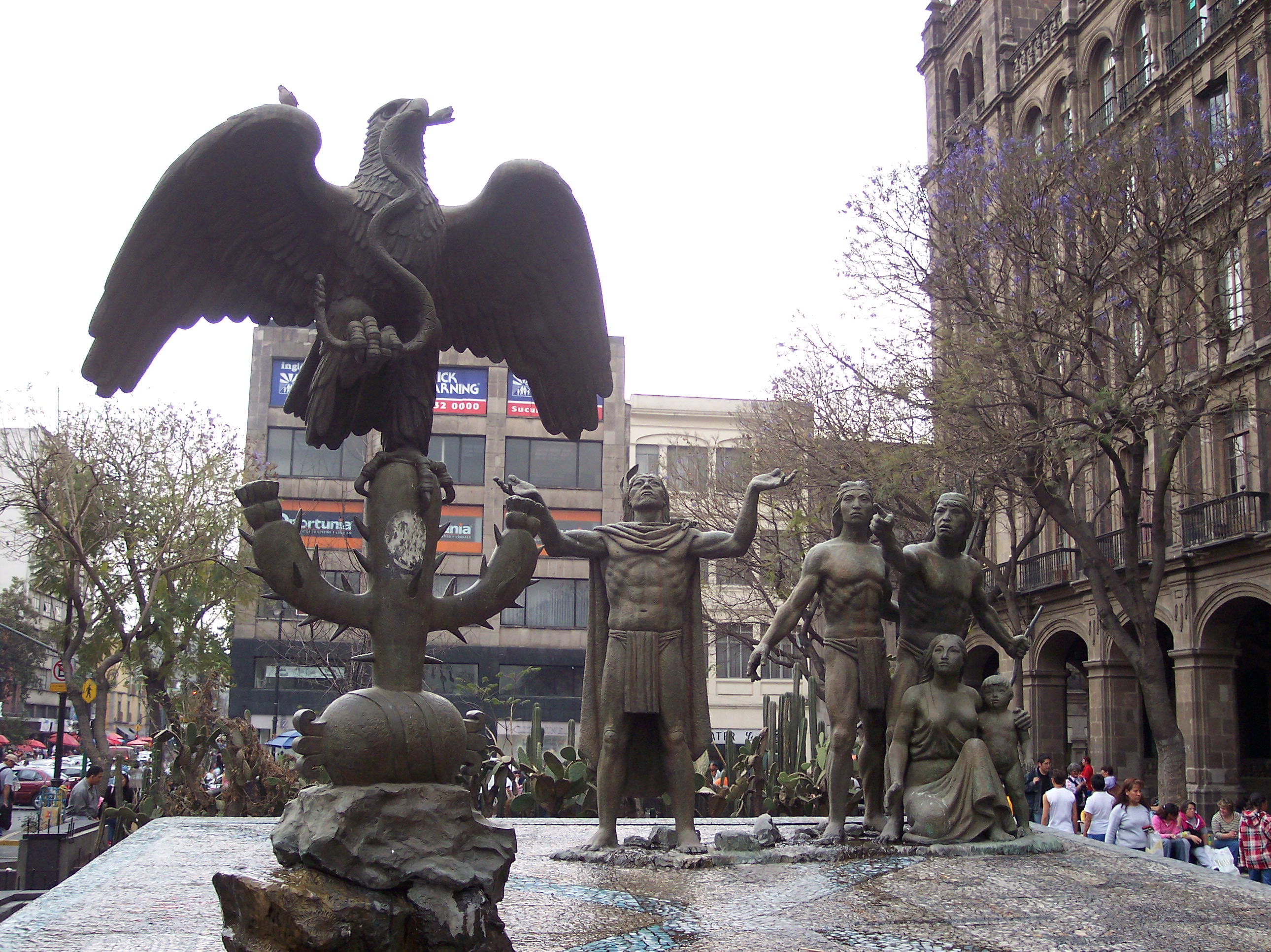
Escultura que rememora el momento en que los mexicas encontraron la señal para la fundación de su ciudad (Tenochtitlán) dada por Huitzilopochtli. La escultura se encuentra en la Ciudad de México.

Originalmente, Tenochtitlan fue construido en un pequeño islote en el lago de Texcoco primitivo que de forma sucesiva fue ampliado artificialmente hasta quedar unido a los islotes de Tlatelolco, Nonoalco, Tultenco y Mixhuca, mediante una ingeniería hidráulica de rellenos, pilotes y canales internos, así como diques contenedores de aguas y puentes hasta alcanzar unos 13.5 km². No existe un consenso sobre la población de Tenochtitlan. La mayor parte de los historiadores dan un valor conservador entre 80 000 a 230 000 habitantes, más grande que la mayor parte de las ciudades europeas de su época, Constantinopla (con 200 000 habitantes), París (con 185 000) y Venecia (con 130 000). Otros historiadores dan otras estimaciones: Eduardo Noguera, basándose en mapas antiguos, calcula 50 000 casas y 300 000 habitantes; Soustelle calcula 700 000 habitantes al incluir la población de Tlatelolco y la de las isletas y ciudades satélites de la zona. Tlatelolco originalmente era una ciudad independiente del poder mexica, pero finalmente fue sometida y convertida en un suburbio de Tenochtitlan.

## Organización política

### Instituciones de gobierno
La autoridad suprema en la ciudad de México-Tenochtitlan era un tlatoani (en náhuatl tlahtoani 'orador'). El Imperio mexica, llamado por sus súbditos Triple Alianza, fue inicialmente una alianza militar de tres ciudades: Texcoco, Tlacopan y Tenochtitlan. Al frente de cada una de estas había un tlatoani, que era la máxima autoridad en esa ciudad. Con el paso del tiempo la ciudad de Tenochtitlan fue prominente y de hecho las otras dos pasaron a estar sometidas de facto a las órdenes del tlatoani de Tenochtitlan, que por eso se denominó huēy tlahtoani ('gran orador') para señalar su posición por encima de los otros dos. Este es el cargo al cual la historiografía europea llama "emperador mexica".
Todos los puestos de tlatoanis (náhuatl tlahtoqueh o tlahtoanih) eran cargos hereditarios. Además de los tlatoanis existían los "nobles" (náhuatl pīpiltin) con muchos de los cuales el tlatoani tenía relaciones de parentesco. A esa clase pertenecía frecuentemente la esposa del "emperador". El resto de la sociedad estaba formada por guerreros, sacerdotes y los plebeyos (náhuatl macehualtin).

## Métodos de medición
Usando los códices Acolhua-Mexica con matemáticas modernas, se evaluó la precisión de los valores de área, donde se comprueba la validez matemática de los registros en los códices. Los métodos Acolhua-Mexica de cálculo tenían un error menor al 5 % en el 75 % de los terrenos medidos, mientras que el 85 % de las mediciones tenían solo un error menor al 10 %. En los códices se detectaron cinco algoritmos recurrentes que reproducían exactamente el área en el 78 % de los terrenos registrados.
Estos resultados indican que las áreas fueron calculadas y no medidas físicamente. La aritmética Acolhua-Mexica era funcionalmente precisa en su contexto cultural, y precisión fue comparada con métodos actuales de medición probando así una gran exactitud de los resultados con un margen de error muy bajo en la mayoría de los terrenos analizados. El margen de error en el 60 % de los terrenos estudiados es despreciable (<1 %).

### Mediciones y cálculos avanzados
Otros métodos de cálculo más avanzados se desconocen aún, ya que solo sobreviven códices referentes a terrenos de bajo valor económico donde el área era para la asignación de impuestos. Se sospecha que otro métodos[cita requerida] eran usados para las obras de ingeniería mexicas, como los diques, acueductos, templos, etc. Estos métodos desconocidos fueron necesarios para la construcción de elementos estructurales los cuales requerían de un cálculo avanzado de sus capacidades, como columnas, muros, cañerías, escalinatas, plazas, entre otros. Sin embargo mediciones más precisas con unidades más pequeñas se utilizaron para la creación de las esculturas más importantes del centro ceremonial de Tenochtitlan. Estudios realizados sobre el monolito de Tlaltecuhtli muestran un patrón de diseño el cual sigue estas unidades.

### Exactitud de los cálculos mexicas
Aparte de la regla de lado por lado, se utilizaba ampliamente la regla del topógrafo (Surveyer's Rule), desarrollada también por los sumerios y usada por los romanos donde el área es el producto de dos lados promediados opuestos.
A = (a + c)/2 x (b + d)/2.
De acuerdo a los estudios que usaron esta regla del topógrafo, la gran cantidad de cuadriláteros con Ac (área registrada en los códices) y Am (área calculada) similares indica que los tlacuilos escogieron algoritmos para aproximar el área más grande posible en los límites de un terreno dado. Esta característica indica que para reducir la carga impositiva los tlacuilos pudieron intencionalmente producir mediciones imprecisas al sistemáticamente registrar valores menores en sus medidas lineales y áreas. Otros errores sistemáticos fueron encontrados al compararlos con una base 20, ya que esta era la base del sistema numérico mesoamericano.

### Lectura de milcocollis y tlahuelmantlis

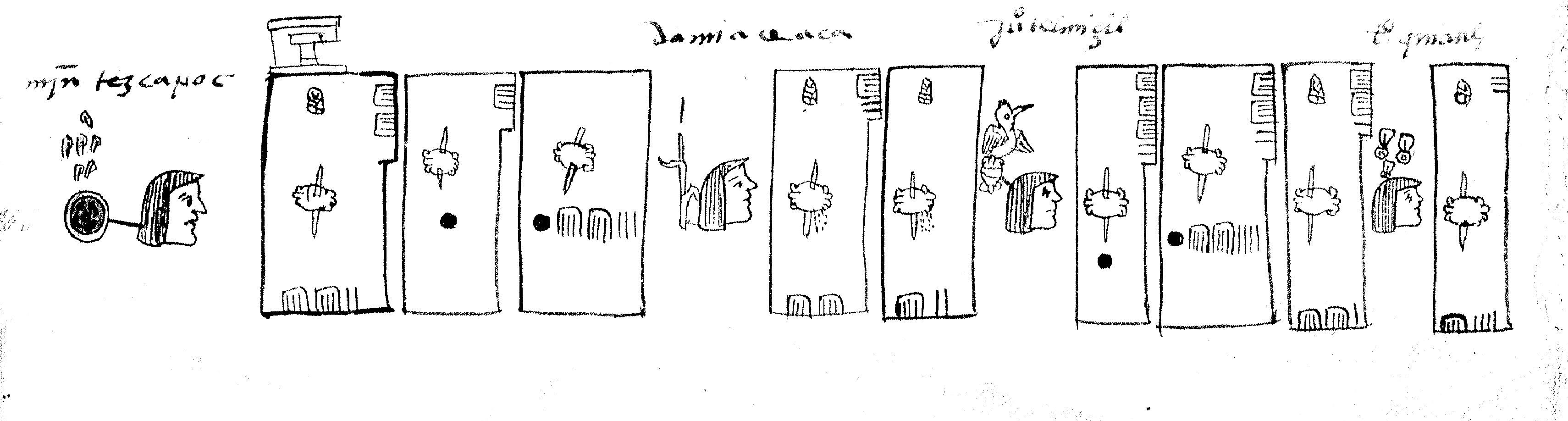
Tlahuelmantli (códices de áreas) mostrando áreas de terrenos (símbolos alineados en el centro) por un tlacuilo Acolhua-Mexica, glifos edafológicos (tipo de suelo) de Tezontle representados por un tetl (piedra) atravesado por un teconi (Uictli o coa)(Símbolos centrales en cada polígono), Códice Santa María Asunción

Para obtener los valores de los milcocollis (códices de perímetros) se sumaba simplemente los valores de los costados de los terrenos medidos. La unidad que se utilizaba era el tlalcuahuitl (T). En el caso de los tlahuelmantlis (códices de áreas) la lectura es más compleja. Los glifos centrales se multiplican por el valor 20 (ya que las áreas eran registradas comúnmente en unidades de 20). A este resultado se le suma un valor adicional el cual se indica en la parte superior derecha del polígono del terreno; el resultado es el valor del área del terreno en tlalcuahuitl cuadrados (T2). Algunos tlalhuemantlis mostraban dentro de los polígonos del terreno un glifo de maíz, el cual indicaba que el terreno era menor a 400 T2.

## Medidas de longitud

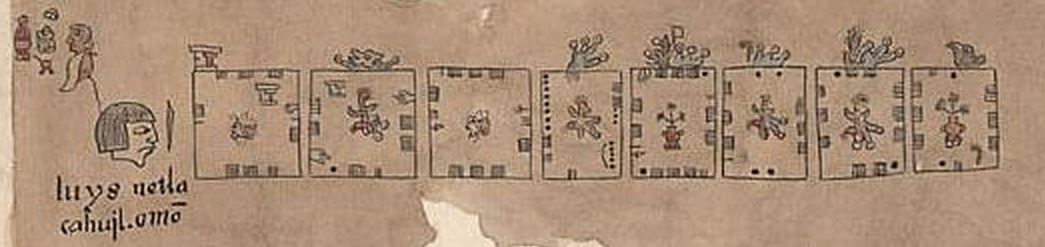
Glifos edafológicos mexicas del Sistema Métrico Mexica en el centro de cada milcocolli (códices de perímetros), el centro se ve la descripción de terreno, en este caso hay muchas variedades de terreno. Códice Humboldt detalle Fragmento VIII 1500- 1600

Para medir distancias los mexicas utilizaban un grupo de unidades que guardaban una relación entre sí, entre las cuales las medidas conocidas son el cemmatl (uno mano), cemyollotli (uno corazón), cemomitl (uno hueso), cemacolli (uno brazo), cemmitl (uno flecha). Estos símbolos eran utilizados junto a la anotación de otros símbolos multiplicadores de la cantidad de veces que valía el objeto a medir, los cuales eran una línea vertical que representaba la unidad, un grupo de 5 líneas unidas la primera con la última con una línea horizontal representando 5 unidades, un círculo sólido o un estandarte (pantli) representando 20 unidades. Los perímetros de terrenos eran registrados en milcocollis (códices de perímetros).
| Unidad           | Descripción                                 | Equivalente aproximado en el SI |
| ---------------- | ------------------------------------------- | ------------------------------- |
| matlacicxitla    | medida de 10 pies                           | 2,786 m                         |
| maitlneuitzantli | 3 varas                                     | 2,508 m                         |
| tlalcuahuitl     | bastón de madera de medida (3 varas)        | 2,508 m                         |
| niquizantli      | braza vertical, 2.5 varas                   | 2,090 m                         |
| maitl            | mano, braza horizontal, 2 varas             | 1,672 m                         |
| cenequeztzalli   | estatura, altura de un campesino            | 1,60 m                          |
| mitl             | Venablo de Atlátl, 1.5 varas                | 1,254 m                         |
| yollotli         | corazón, 1 vara                             | 83,59 cm                        |
| ahcolli          | hombro                                      | 77,5 cm                         |
| ciacatl          | axila                                       | 72,0 cm                         |
| tlacxitl         | paso                                        | 69,65 cm                        |
| molicpitl        | codo, media vara                            | 41,80 cm                        |
| matzotzopaztli   | antebrazo                                   | 38,6 cm                         |
| omitl            | hueso                                       | 33,44 cm                        |
| xocpalli         | huella del pie                              | 27,86 cm                        |
| macpalli         | palma de la mano, cuarta, un cuarto de vara | 20,90 cm                        |
| Canmiztitl       | jeme                                        | 18,0 cm                         |
| centlacol icxitl | medio pie                                   | 13,93 cm                        |
| mapilli          | dedo de la mano                             | 1,74 cm                         |

## Uso de unidades de medición en obras monumentales

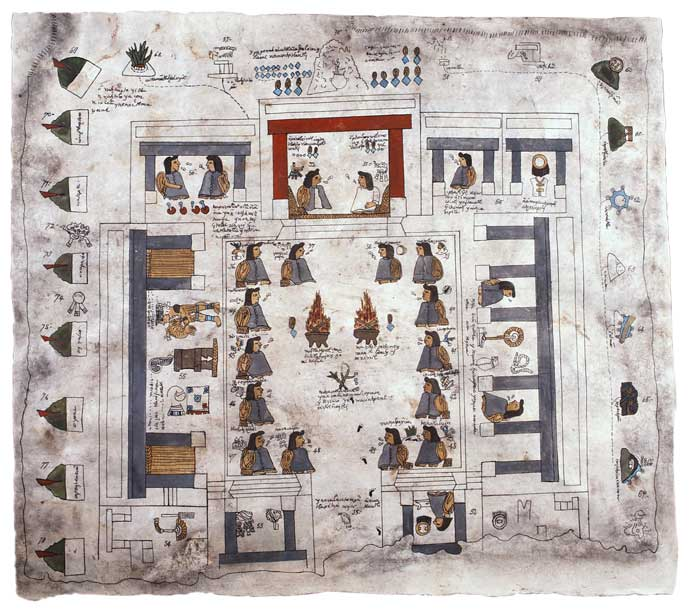
Ilustración del Palacio de Nezahualcóyotl en el mapa o códice Quinatzin

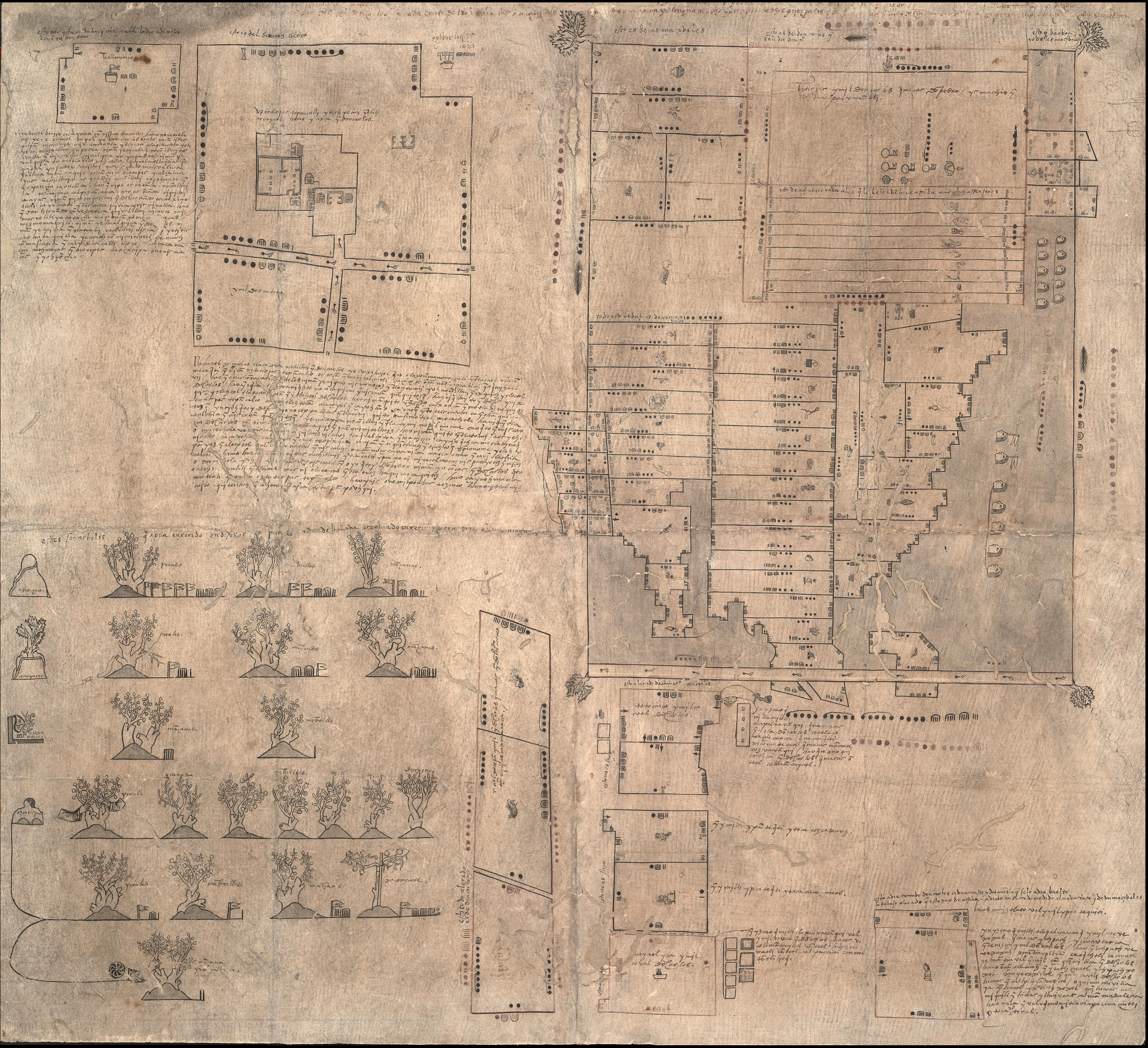
Palacio de Otzoticpac (derecha superior) dentro de la descripción de tierras en un códice milcocolli o tlahuelmantli en Texcoco. Mapa del palacio de Otzoticpac.

### Teotihuacán
Se ha descubierto en la ciudad de Teotihuacán un valor repetido de 0,83 m correspondiendo al yollotli “corazón” mexica. Una barandilla de la pirámide de Quetzalcóatl mide 1,66 m, donde el arqueólogo Sugiyama demostró que esta medida se aplicaba de manera sistemática y acertada a los demás edificios de la ciudad.

### Monolito de Tlaltecuhtli
Varios múltiplos del yollotli se usan en el monolito de Tlaltecuhtli descubierta en el Templo Mayor de Tenochtitlán; esta escultura monumental mide 4.17 m de largo (5 yollotli) o 20 cuartas, y 3.62 m de ancho o 18 cuartas. Además los textos recopilados por Bernardino de Sahagún muestran de qué manera las unidades nahuas se usaban en la vida cotidiana tradicional.

### Palacio de Nezahualcóyotl
El palacio de Nezahualcóyotl solamente fue documentado por parte de Alva Ixtlixóchitl y se menciona únicamente sus dimensiones, no existen milcocollis o tlahuelmantlis reportando sus dimensiones, solamente los relatos de Ixtlixóchitl donde expresa sus dimensiones en medidas del sistema métrico mexica, las cuales convertidas en el SI son de 1.031 km de largo, 0.817 km de ancho, con una diagonal de 1.316 km y un perímetro de 3.699 km. Solamente una descripción básica del palacio se encuentra en el mapa o códice Quinatzin.

### Palacio de Oztoticpac
El palacio de Oztoticpac a diferencia del palacio de Nezahualcóyotl, está completamente documentado con sus dimensiones, forma y distribución. Este utiliza milcocollis o tlahuelmantlis para describir las dimensiones de sus corredores, plazas, y casonas, además de incluir terrenos adjuntos al palacio.

### Templo Mayor de Tenochtitlan
El Templo Mayor en el Recinto Sagrado de Tenochtitlan también estaba construido de acuerdo al sistema métrico mexica. De acuerdo a los restos arqueológicos  en las calles de la Ciudad de México y con la ayuda de reportes diversos después de la conquista se cree que el Templo Mayor media en su séptima y última etapa de construcción 91 m de largo y 100 m de ancho con una diagonal de 135 m y con un perímetro de 383 m.

## Metalurgia en el Imperio Mexica

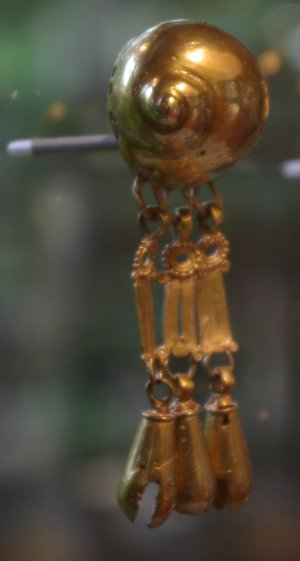
Pendiente de oro mixteca representando a una concha de caracol, ca. 900-1520 d. C.

El uso de los metales en Mesoamérica se cree que inicia en el 800 a. C. con la mayor parte de la evidencia de ello en el oeste de México. Muy similar como en el caso de Sudamérica, los metales preciosos se encuentran de manera más abundante en las élites. En esta zona se desarrolló una tradición especializada en la aleación de metales que incluía además de los metales puros a las aleaciones de metales preciosos con metales estructurales. Se desarrollaron herramientas de alta dureza por medio de aleaciones de bronce con diversos metales, utilizando el trabajo en frío para incrementar su dureza. También utilizaron la aleación del oro y la plata añadidos al bronce para darles tonalidades ornamentales, así como para modificar sus propiedades sonoras en los diversos instrumentos metálicos que utilizaban los mesoamericanos.
El intercambio de tecnología y artículos entre los pueblos de Ecuador y Colombia con el oeste de México potenció el desarrollo e investigación en ambas civilizaciones. Artefactos metálicos similares se han encontrado en estas dos regiones: anillos, agujas, pinzas, hachas, punzones, cuchillos y escudos, los cuales fueron fabricados en forma similar y en contextos históricos contemporáneos en ambas zonas.
Además de todos estos artefactos, de los cuales sobreviven especímenes, hay muchos otros objetos y herramientas que se encuentran solo en los códices. Entre estos se encuentran el tepoztli, el amamalócotl y la versión metálica de la coa o uictli. No obstante, del uictli y el tepoztli sobreviven especímenes, pero solamente las puntas y cabezas de estos respectivamente; dichos objetos se encuentran en el Museo Regional de Guadalajara.

### Colección del Museo Regional de Guadalajara
El Museo Regional de Guadalajara en el estado de Jalisco en México tiene una de las colecciones más amplias de objetos metálicos del Imperio purépecha. Tiene alrededor de 3200 artefactos que provienen de los estados de Jalisco, Michoacán, Colima y Nayarit. Esta colección fue coleccionada por parte de Federico Solórzano.
| Artefacto                   | Cantidad | Porcentaje |
| --------------------------- | -------- | ---------- |
| Campanillas                 | 1934     | 60.5       |
| Anillos abiertos            | 685      | 21.4       |
| Hachas decorativas / moneda | 186      | 5.8        |
| Placas ornamentales         | 136      | 4.3        |
| Agujas                      | 87       | 2.7        |
| Hachas                      | 41       | 1.3        |
| Pinzas                      | 42       | 1.3        |
| Punzones                    | 23       | <1         |
| Campanas decorativas        | 22       | <1         |
| Pins                        | 17       | <1         |
| Anzuelos                    | 14       | <1         |
| Abalorios                   | 9        | <1         |
| Uictlis (coas) o azadas     | 3        | <1         |

### Imperio purépecha
El contacto continuo entre estas civilizaciones mantuvo el flujo de ideas fomentando el desarrollo de las líneas comerciales andinas de larga distancia, influencia de zonas más al sur parece que alcanzaron la región y llevaron a un segundo periodo (1200-1300 a. C. hasta la llegada de los españoles). Para este entonces, aleaciones de bronce ya eran ampliamente utilizadas por los metalurgistas del oeste de México, especialmente el Imperio purépecha, parcialmente porque se necesitaban propiedades mecánicas específicas para las herramientas, armas y decoraciones. En algunos casos la introducción de diferentes metales a la aleación era con el objetivo de cambiar la tonalidad del objeto o cambiar la resonancia de este para mejorar su calidad musical.
Los objetos y las técnicas fueron importados de Sudamérica, pero los metalurgistas del oeste de México empezaron a trabajar los minerales de los metales que abundaban en depósitos locales, el metal no era importado de Sudamérica. Esta tecnología se dispersó también al resto de Mesoamérica, donde el oeste de México tenía la mejor manufactura de la zona. Estudios de procedencia en algunos artefactos del sur de Mesoamérica fabricados por medio de la técnica de cera perdida han mostrado que eran similares a los artefactos del oeste, por lo que se pudo haber tenido un segundo punto de desarrollo metalúrgico ya que no se ha podido identificar la fuente.

Especímenes de hachas de Bronce
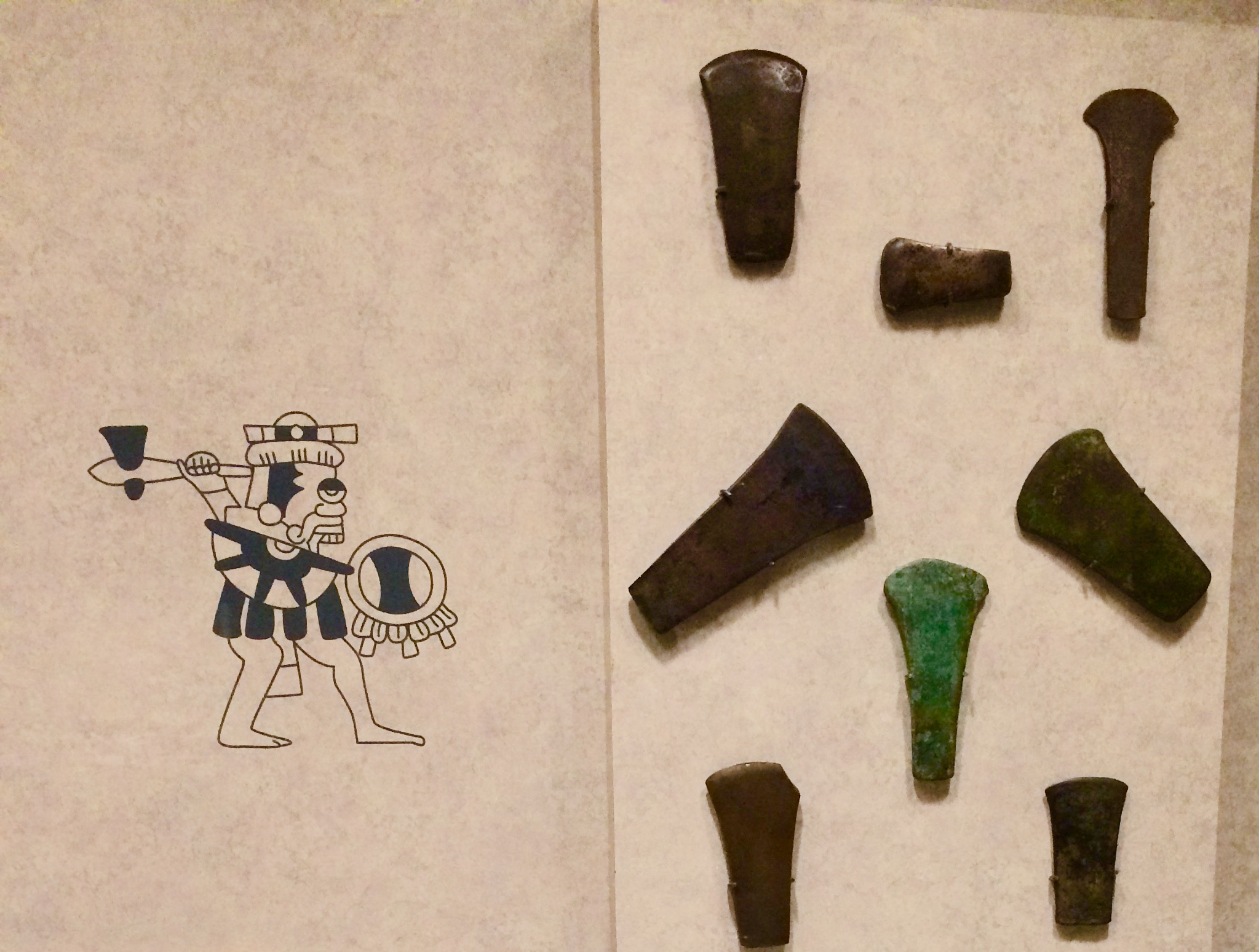
Fotografía de un conjunto de hachas de bronce mesoamericanas en el Museo Nacional de Antropología en la Ciudad de México
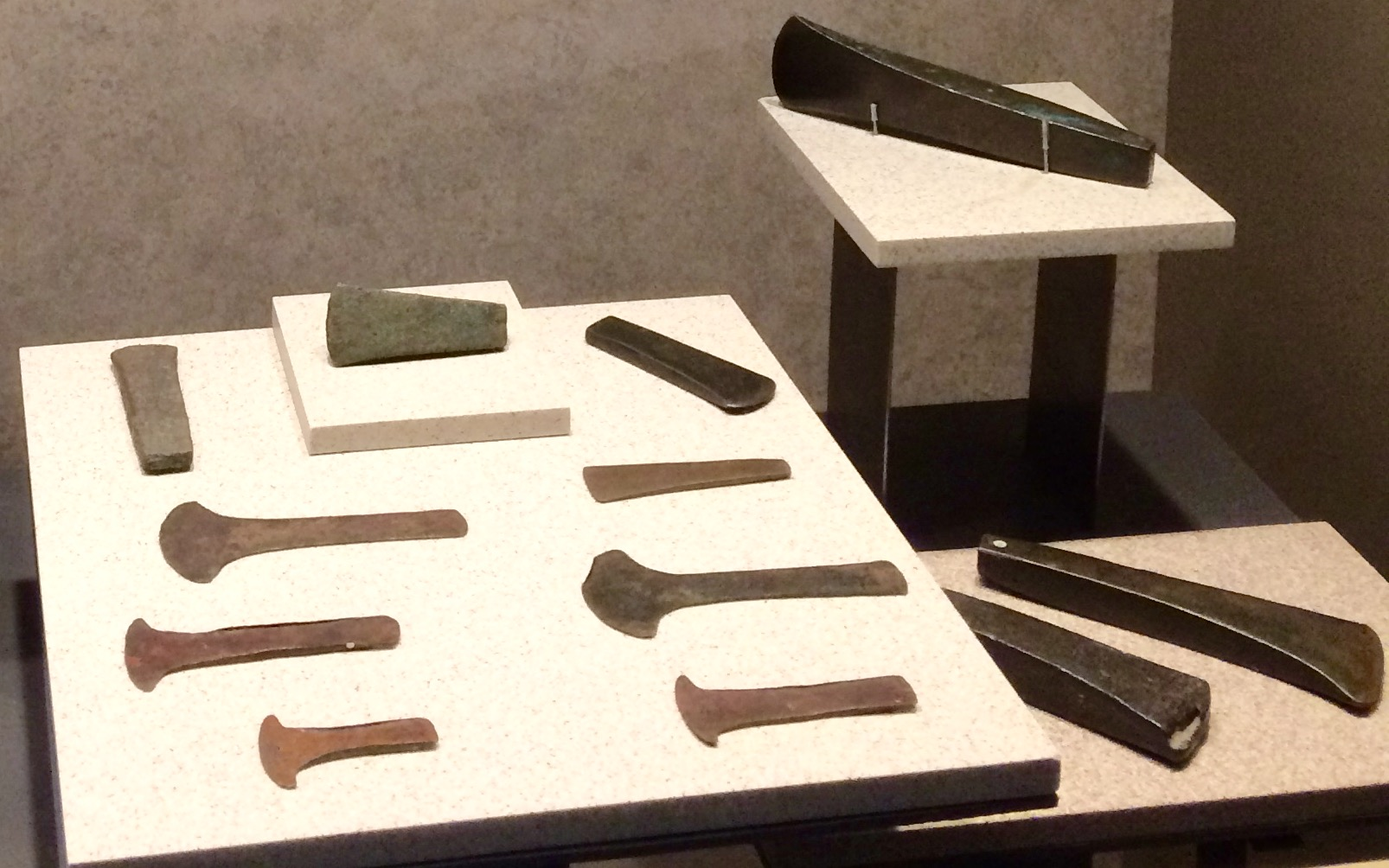
Fotografía de un segundo conjunto de hachas de bronce mesoamericanas en el Museo Nacional de Antropología en la Ciudad de México

### Imperio mexica

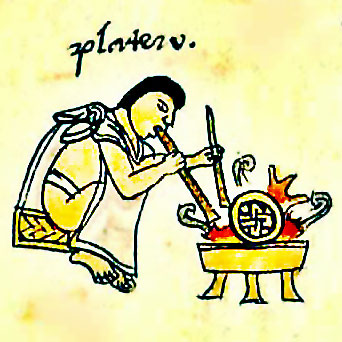
Herrero azteca / mexica avivando el fuego para retirar impurezas
Códice Mendoza.

Los mexicas en su inicio no utilizaron de manera masiva los metales, aun cuando adquirían objetos de otras civilizaciones. Sin embargo durante su expansión militar, la tecnología metalúrgica presente en las diversas zonas dominadas empezó a dispersarse en el imperio. Para el tiempo de la conquista, se cree que el uso de las aleaciones de bronce eran tan comunes que en parte de la vida cotidiana de los ciudadanos de Tenochtitlan se acostumbraba regalar hachas de bronce como una muestra de estatus social y para ganar favores dentro de la estructura jerárquica del gobierno mexica.

### Instrumentos musicales
Se han encontrado una gran cantidad de campanas, sonajas y sobre todo cascabeles, donde estos últimos eran fabricados por medio de la técnica de fundición de cera perdida como se ha visto en Colombia y también en la mayor parte de México. Durante este periodo se utilizaba casi exclusivamente el cobre.

### Propiedades metalúrgicas
Las hachas mesoamericanas eran hechas principalmente de bronce en el periodo Posclásico, con valores muy altos de dureza Vickers (VHN) con valores entre 130 y 297 VHN para las aleaciones de bronce. Solamente las hachas del Preclásico, que eran más antiguas y primitivas, tenían un valor que variaba entre 80-135 VHN.
El uso de la metalurgia en el oeste de México por medio de la vía marítima durante el periodo Clásico, dado que la mayoría de los objetos encontrados han sido encontrados cerca de la costa.
Esta tecnología parece ser que fue importada por medio de la Liga de Mercantes, la cual comercializaba objetos tan al sur como Ecuador y tan al norte como Culiacán, México. Los objetos de Ecuador y del oeste de México muestran que estos artefactos fueron encontrados en contextos arqueológicos análogos, comparten composición química y técnicas de manufactura idénticas y sus diseños son muy similares.
El tamaño de grano de la aleación metálica es variable a lo largo del objeto, mostrando un trabajo en frío intensivo por martilleo en sus filos. Este tratamiento de trabajo en frío incrementa la dureza del hacha en esta parte importante, dejando el resto de la estructura más suave de manera que pueda resistir los impactos de su uso cotidiano.
| Material              | Valor   |
| --------------------- | ------- |
| Bronce Cu-Sn          | 274HV   |
| Bronce Cu-As-Sn       | 297HV   |
| Bronce Cu-As          | 195HV   |
| Acero inoxidable 347L | 180HV   |
| Hierro                | 30–80HV |

## Aspectos culturales

### Educación
La educación universal de los hijos era obligatoria hasta la edad de catorce años. Estaba en manos de sus padres, pero era supervisada por las autoridades de su calpulli. Parte de esta educación involucraba aprender una colección de dichos, llamada «Huēhuetlàtolli» («Dichos de los viejos»), que representaban los ideales aztecas.
Hubo dos tipos de escuelas: telpochcalli, para los estudios prácticos y militares, y calmécac, para el aprendizaje especializado en la escritura, la astronomía, la teología y liderazgo.
La religión mexica fue la síntesis de las creencias y tradiciones milenarias de los antiguos pueblos mesoamericanos, de una complejidad que implicaba la existencia misma, la creación del universo y la situación del ser humano respecto a lo divino, ligada estrechamente a la agricultura y a la lluvia. El concierto humano tenía en la naturaleza divina su razón de ser e implicaba diversos conceptos, de los que los mexicas fueron los herederos de un núcleo religioso mesoamericano construido a lo largo de muchos siglos.
Según lo expuesto por el estudioso Alfredo López Austin, en la concepción mesoamericana la materia se integraba de una parte animada —visible, tangible— y otra con una carga interna con dos fuerzas, una luminosa, caliente y seca y otra oscura, fría y húmeda, semejante a la noción del cosmos (que sintetizaba una creencia cosmogónica en que la parte luminosa era la bóveda celeste hasta el sitio donde habitaba el sol —de característica masculina/paterna, productora de lluvia fecunda— y la oscura con el inframundo —femenina/materna receptora de la lluvia fecundadora y sitio de la concepción humana y natural). Los dioses estaban integrados de forma variada por esas dos materias y mantenían una comunicación constante con los humanos, los que podían llegar a "alojar" en los cuerpos mundanos de forma intensa (convirtiendo al ser habitado en el dios mismo, como en las fiestas en que sacrificaban a un noble que era habitado por Xipe Tótec) o de forma ligera provocando perversiones o virtudes.
Estas fuerzas impregnaban todo lo habitado en la Tierra y su equilibrio caracterizaba el orden micro y macrocósmico, que debía ser mantenido. En el caso mexica, una sólida élite sacerdotal detentaba el poder de comunicación y de equilibrio como forma de sometimiento ideológico con el grueso de la población, neófita en las explicaciones cosmogónicas. Las fiestas religiosas tenían como fin equilibrar la voluntad creadora frente a la destructora o nociva y así garantizar la continuidad de los ciclos, desde el vital hasta el agrícola. Fue hasta los pueblos del Posclásico que la combinación de estas creencias junto a la de la necesaria renovación vital y reciclaje de las fuerzas vitales tuvo en la sangre humana la expresión viva del ritual de la continuidad. Por ello, se realizaban sacrificios ya fuera a los humanos invadidos de las fuerzas divinas y que eran inmolados con el fin de la renovación de los poderes de los dioses «humanizados» o en la búsqueda del alimento vital (sangre, o agua preciosa) para el aseguramiento del tránsito celeste. A partir de la reforma de Tlacaélel, se concretó la creencia para los mexicas de que la sangre era el alimento de Tonatiuh, el cual era transportado por el cielo en dos enormes serpientes. Esta creencia tiene su representación en la Piedra del Sol. En relación con esto cabe mencionar que las elites política, religiosa y militar practicaban la antropofagia ritual con las víctimas de los sacrificios.
Quetzalcóatl era un dios antiguo, anterior a los mexicas del cual hay diferentes versiones: para algunos era el creador del hombre, mientras que para otros era un dios civilizador. También es conocido como el dios del viento bajo el nombre de Ehécatl, que es una de sus formas, y otra de sus formas es la de dios del agua y dios de la fertilidad. Quetzalcóatl es considerado hijo de la diosa virgen Coatlicue y hermano gemelo del dios Xólotl. Como introductor de la cultura, él trajo al hombre la agricultura y el calendario, y es patrón de las artes y de los oficios. En un mito mexica el dios Quetzalcóatl permitió ser seducido por Tezcatlipoca, pero se arrojó a sí mismo a una pira funeraria lleno de arrepentimiento. Tras su muerte su corazón se convirtió en el lucero de la mañana, y como tal es vinculado con la divinidad Tlahuizcalpantecuhtli. En cualquier caso, este dios, descrito como un ser de rostro blanco y barbado, era un dios pacífico y civilizador, opuesto a los sacrificios humanos, que intentó detener esta práctica ritual. Al fracasar en su propósito, emigró hacia el este, prometiendo que un día regresaría en un año determinado de la cuenta mexica. El mito de Quetzalcóatl es muy interesante para entender la reacción de los mexicas ante la llegada de los españoles (Hernán Cortés).

### Templo Mayor

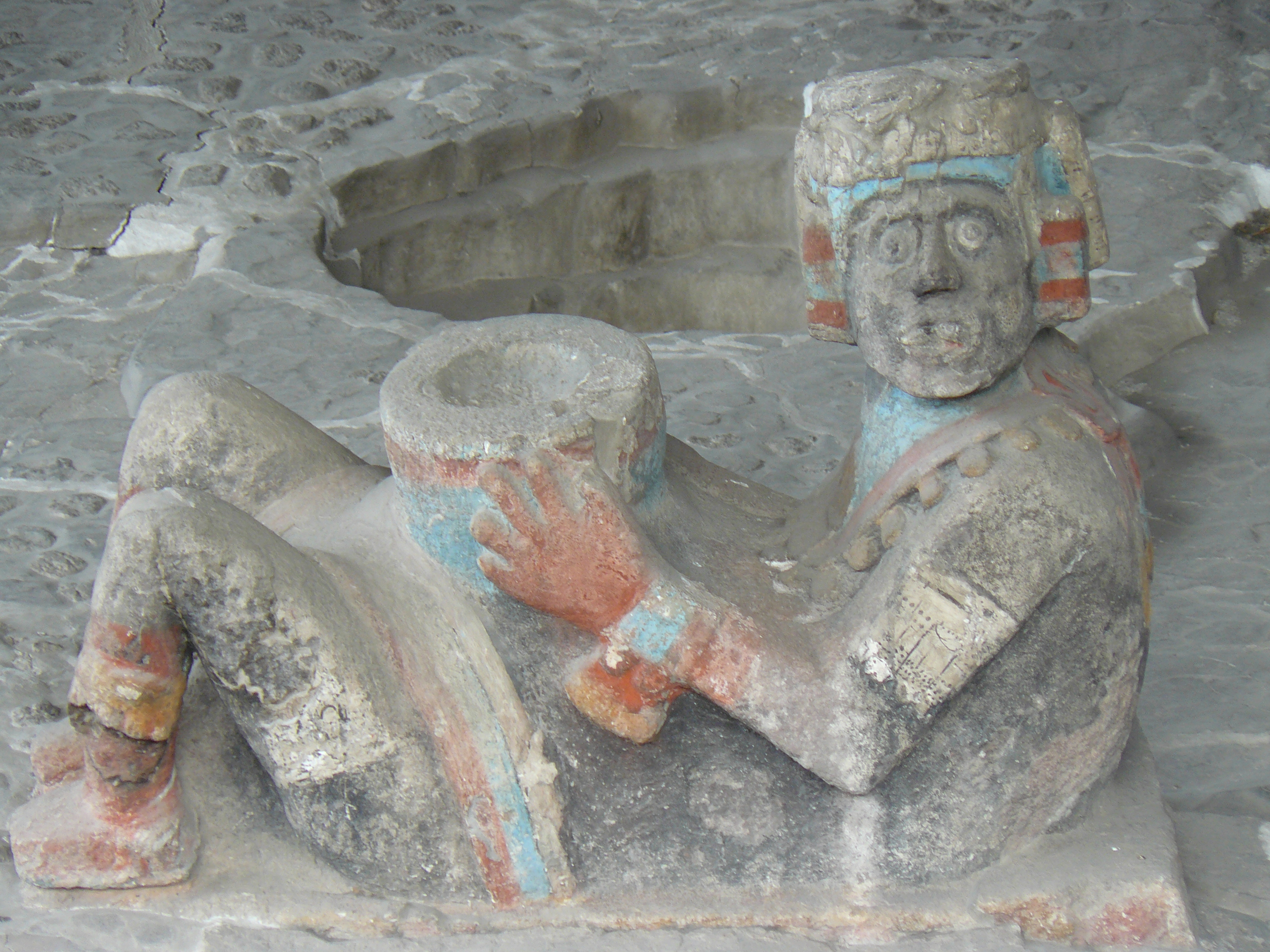
Chac mool encontrado en las ruinas del Templo Mayor.

En el centro de la ciudad se encontraba el Templo Mayor, un recinto amurallado (con un muro en forma de serpiente, coatepantli) donde se encontraban los principales templos y la Casa de los Jóvenes (telpuchcalli). Cerca de ahí se encontraba el palacio de Axayácatl, que disponía de cien habitaciones con baño propio para los visitantes y embajadores. Fue ahí donde se alojaron los hombres de Cortés, junto con sus aliados tlaxcaltecas.
El palacio de Moctezuma Xocoyotzin tenía varios anexos. Uno de ellos era la casa de las fieras: dos recintos donde se cuidaban animales de gran parte de Mesoamérica. Un recinto estaba dedicado a las aves de rapiña y el otro a una gran variedad de animales, que incluía aves, reptiles y mamíferos. Alrededor de trescientas personas estaban encargadas del cuidado de los animales. Existía también un jardín botánico dedicado especialmente a las plantas medicinales. Otra sección era una especie de acuario, que contenía diez estanques de agua salada y diez estanques de agua dulce para peces y aves acuáticas.
Los canales se cruzaban por puentes de madera que de noche eran removidos. Fue tratando de cruzar estos canales de noche que los invasores perdieron la mayor parte del oro que habían robado del palacio de Moctezuma. El trazo de los canales aún se conserva en el trazo de algunas avenidas de la actual Ciudad de México como México-Tacuba, Calzada del Tepeyac o Calzada de Tlalpan.

### Artes
El pueblo mexica fue un buen pueblo escultor ya que podían realizar esculturas de todos los tamaños en las que plasmaban temas religiosos o de la naturaleza. Captaban la esencia de lo que querían representar y luego realizaban sus obras con todo detalle.
En las esculturas más grandes solían representar dioses y reyes. Las más pequeñas las utilizaban para representaciones de animales y objetos comunes.
Los mexicas utilizaron la piedra y la madera y a veces decoraban las esculturas con pintura de colores o incrustaciones de piedras preciosas.
La música, canto y danza acompañaba a todas las ceremonias cómo los matrimonios, los funerales, las de carácter político como la ascensión de un nuevo dirigente, las de carácter guerrero e incluso las festividades relacionadas con los ciclos calendáricos. Los bailes religiosos se realizaban en los patios de los templos.
Algunos instrumentos musicales usados son Teponaztli, Tecomapiloa, Omichicahuaztli, Huéhuetl, Coyolli, Chililitli, Chicahuaztli, Cacalachtli, Ayotl, Ayacahtli, Tetzilacatl, Ayoyotes. El tlapitzalli, una flauta de barro, era utilizado para señalar el inicio de una batalla. También se usaban conchas de caracol como trompetas.

### Astronomía y astrología mexicas: la relación de los astros y cielos

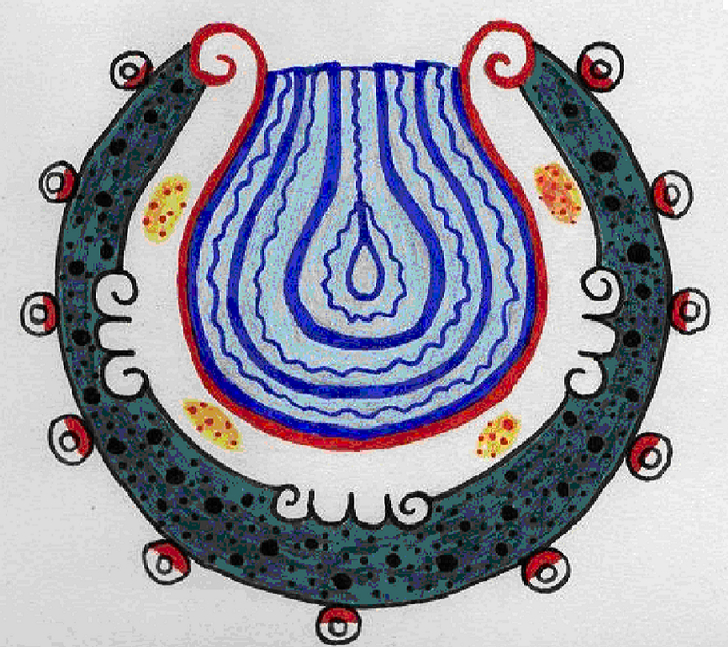
La Luna, Metztli.

Sin ninguna duda los tres astros que a los mexicas les llamaban más la atención son: el sol, la luna y el planeta Venus, por ello dichos astros han provocado grandes creencias y mitos. Debido a la manera en que “desaparecía” y “reaparecía”.
La Luna representaba la feminidad, la fecundidad, la vegetación y también la embriaguez, teniendo como símbolo tecciztlì (el caracol marino), que a su vez es el símbolo del aparato reproductor femenino. En cierto aspectos la luna está relacionada con el agua, en los manuscritos se halla representada en una forma de recipiente en forma de media luna llena de agua, destacando sobre esta la silueta del conejo.
Las diosas (como la del agua) no tienen pocos atributos en común, particularmente en sus vestiduras.
Los dioses de la embriaguez (siendo varios, ya que hay varias formas de embriagarse), como el del “pulque”, se consideraban divinidades lunares, ya que se le consideraba la causante de cosechas abundantes, convirtiendo a los dioses de la embriaguez dioses de las cosechas abundantes y la protección de banquete, verdaderos festivales de bebidas para celebrar a la abundancia.
Se les llamaba Centzon Totochtin, los "cuatrocientos conejos”, sin embargo al analizar sus nombres nos percatamos que se refieren a nombres de un pueblo (por ejemplo Tepoztlán, poblado nahua del valle de Cuernavaca). Esto se explica ya que eran agrupados pequeños dioses locales para cada cosecha y festejo. Sin duda alguna el más importante de los cuatrocientos conejos era Ometochtli “Dos-conejo”. Estos dioses eran tan importantes que varios himnos religiosos estaban consagrados a ellos.
Al comparar lo dicho previamente sobre el sol y la luna, se puede notar bajo ambos astros las características de la pareja primordial, el fuego (sol) y la Tierra (luna); la muy antigua dualidad representada en el cielo.

#### Venus

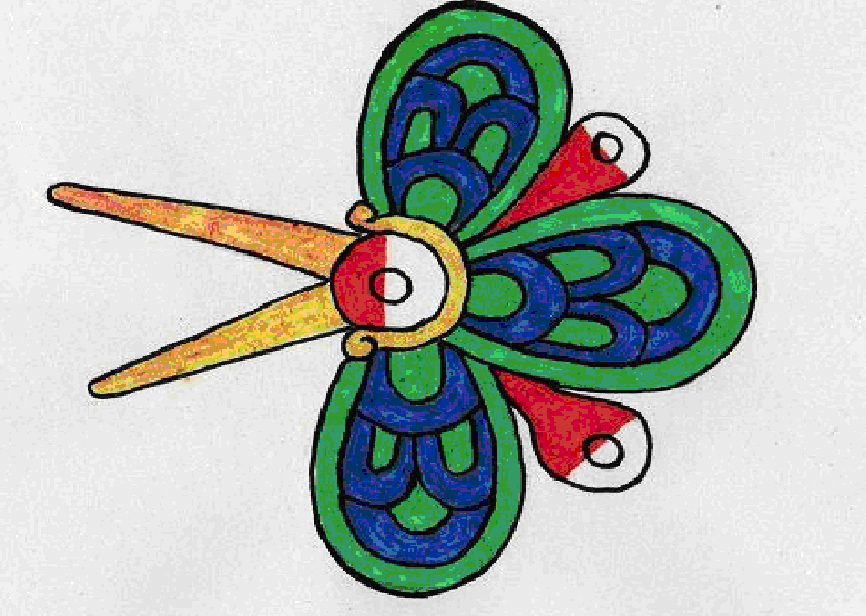
Hueyicitlalli o Citlalpol, representación de Venus en los códices.

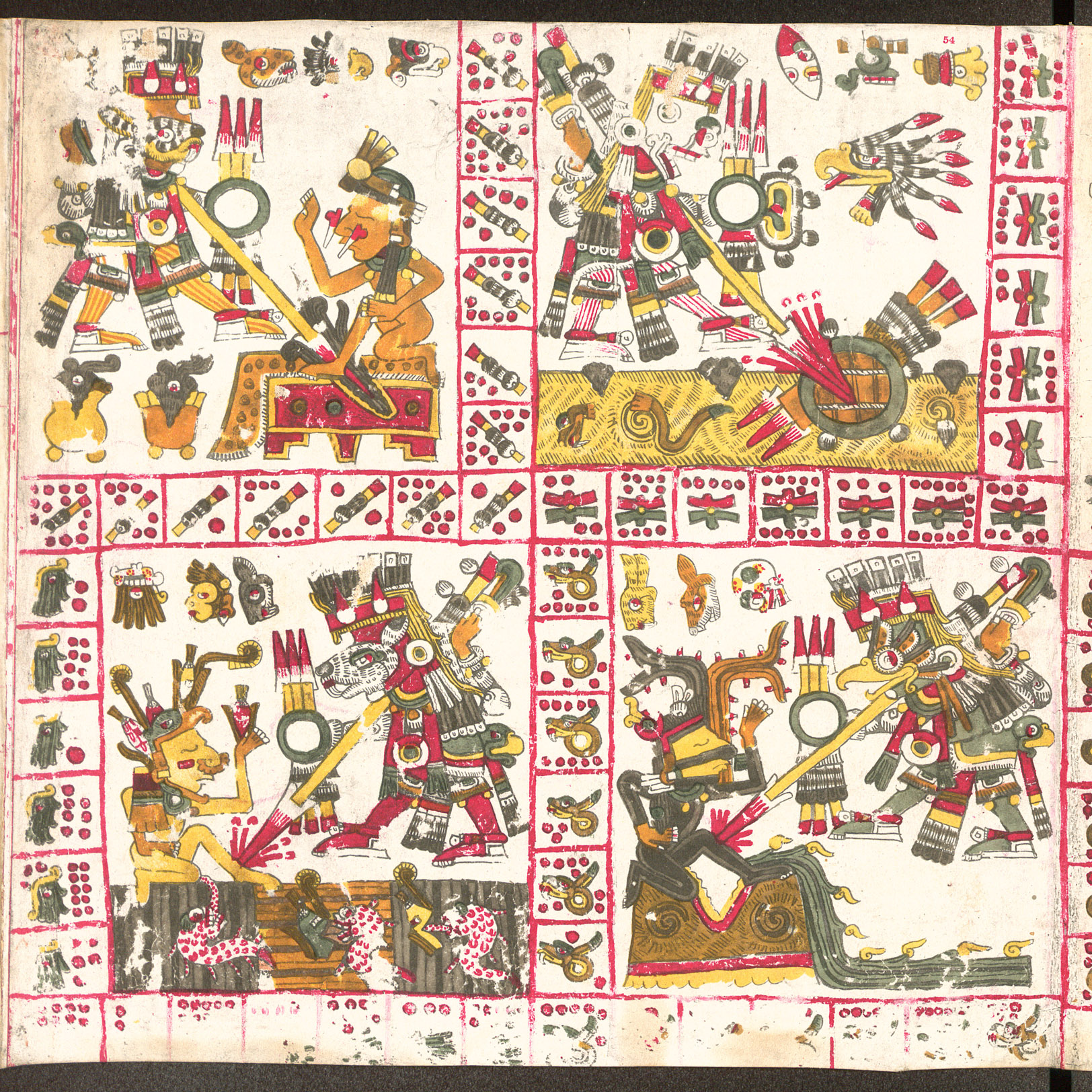
Lámina 54 del Códice Borgia donde se representan cuatro de las cinco manifestaciones de Venus con sus influjos cada 584 días.

El planeta Venus era llamado Hueycitlalin (la gran estrella). En su aspecto de dios era Tlahuizcalpantecuhtli. Diversos manuscritos representan a dicho dios como un arquero. Era temido como causante de enfermedades y para evitarlas se tenía cuidado de reparar las fisuras de las casas y cerrar toda abertura en ellas cuando Venus se dirigía a ascender por el horizonte occidental.
En otro aspecto (Códice Borgia, lámina 54, parte superior derecha) el dios Tlahuizcalpantecuhtli aparece con el disfraz fúnebre del dios de la muerte, Mictlantecuhtli, con el rostro cubierto con una máscara en forma de cabeza de muerto. Con este disfraz además de recibir las características de dios dador de enfermedades y de malos augurios, recuerda que Venus ha nacido de la muerte de Quetzalcóatl. Después del sacrificio, Quetzalcóatl, convertido en Tlahuizcalpantecuhtli, pasó cuatro días en el infierno del norte, el dominio de Mictlantecuhtli. Aquí se re encuentra el tema de la muerte y del renacimiento, del viaje al país de la muerte que une a las tres personalidades de Quetzalcóatl-Xólotl-Tlahuizcalpantecuhtli.
La observación del movimiento de Venus cobró gran importancia en la astronomía y en la cronología indígena. Setenta y cinco ciclos sinódicos venusinos de 584 días son equivalentes a 104 años solares, este periodo era llamado huehuetiliztli (vejez). Por otra parte, los ciclos sinódicos venusinos se contaban en grupos de cinco (equivalentes a ocho años solares). Es por ello que Tlahuizcalpantecuhtli es representado usualmente con el rostro pintado con cinco grandes puntos blancos, dos sobre cada mejilla y uno en la nariz.
Los antiguos mexicanos distinguían y conocían numerosas constelaciónes. Observaban especialmente el movimiento de las Pléyades (llamadas en náhuatl "Tianquiztli") cada fin de “siglo”, es decir cada cincuenta y dos años. Su importancia radica en que si ese movimiento continuaba a media noche, el mundo no perecería aún durante el siguiente periodo de cincuenta y dos años. La Osa Mayor es representada por Tezcatlipoca, bajo la forma de un jaguar (ocelotl). Tezcatlipoca también es el todo, el cielo nocturno donde la obscuridad es la soberana, sintetiza el lado sombrío y obscuro de la naturaleza.

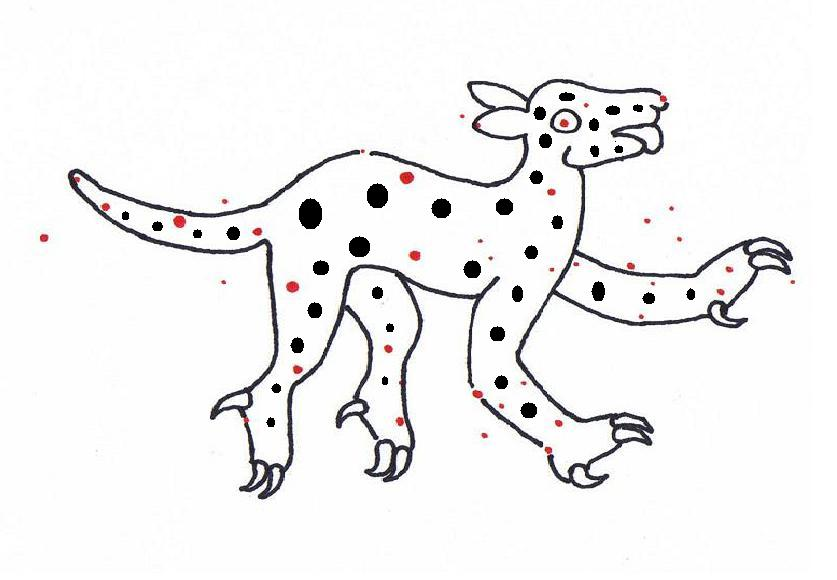
La constelación de Ocelotl sobre la Osa Mayor; los puntos rojos son las estrellas del firmamento.

En forma general, todas las estrellas se dividían en dos grupos opuestos: los Centzon Mimixcoa al norte y los Centzon Huitznáhuac al sur. Las “Cuatrocientas Serpientes de Nubes”, pequeñas divinidades septentrionales, rondan la gran estepa de los cactos; los “Cuatrocientos Meridionales” son hermanos de Huitzilopochtli, a los que dio muerte al nacer.

#### Los trece cielos
Los aztecas tenían una estructura básica del universo; como ya se mencionó, todos los cuerpos celestes se dividen en dos grupos: los Centzon Mimixcoa al norte y los Centzon Huitznáhuac al sur; las cuatrocientas serpientes o cuatrocientos meridionales, es decir, las innumerables estrellas, y de Coyolxauhqui, la luna, quienes eran hermanos de Huitzilopochtli, a los que dio muerte al nacer. Y se reconocen trece cielos (se fijó en trece el número de cielos porque es el gran número supremo del calendario), que estaban conformados de la siguiente manera:
- Ilhuícatl-Meztli: el cielo de las estrellas;
- Ilhuícatl-Tetlalíloc: el cielo que está habitado por los Tzimime, quienes son demonios celestiales o estrellas femeninas que intentan impedir que el sol nazca durante los eclipses;
- Ilhuícatl-Tonatiuh: el cielo donde se encuentran Tezcatlipoca (dios de la noche y de todas las cosas materiales) y los encargados de guardar los cielos;
- Ilhuícatl-Huitztlán: el cielo donde están las almas de los guerreros sacrificados que se transforman en aves preciosas;
- Ilhuícatl-Mamaloaco: el cielo de las serpientes de fuego (los cometas);
- Ilhuícatl-Yayauhco: el cielo donde se encuentran los vientos en número cuatro, uno para cada punto cardinal;
- Ilhuícatl-Xoxoauhco: el cielo que muestra su rostro en el día;
- Ilhuícatl-Nanatzcáyan: el cielo donde crujen los cuchillos de obsidiana;
- Ilhuícatl-Teoiztac: región del blanco;
- Ilhuícatl-Teocozáuhco: región del amarillo;
- Ilhuícatl-Teotlatláuhco: región del rojo;
- Ilhuícatl-Teteocán: el lugar donde los dioses toman rostros;
- Ilhuícatl-Omeyocán: residencia de Ometéotl, señor de la dualidad.

A nivel simbólico su visión del cielo puede interpretarse así: el Sol nacido de un sacrificio atraviesa el cielo de este a oeste, con su cortejo masculino y femenino, pasando por el mediodía donde reina, llega al oeste y se hunde en la morada de los muertos, donde el mundo queda entregado a las potencias temibles del crepúsculo y a las flechas de Tlahuizcalpantecuhtli; solo la luna brilla como símbolo de fertilidad, y sobre la cumbre del universo reina la vieja pareja primordial.

### Investigadores y estudiosos de la cultura mexica
Siglo XVI
Fray Bernardino de Sahagún, Fray Toribio de Benavente ("Motolinia"), Fray Diego de Durán, Diego Muñoz Camargo, Fray Juan de Torquemada.
Siglo XVII
Hernando de Alvarado Tezozómoc, Fernando de Alva Ixtlilxóchitl, Francisco de San Antón Muñón Chimalpahin, Juan Bautista Pomar, Carlos de Sigüenza y Góngora
Siglo XVIII
Lorenzo Boturini Benaducci, Francisco Xavier Clavijero
Siglo XIX
Alfredo Chavero, Manuel Gamio, Edward King Kinsborough, Antonio de León y Gama, Manuel Orozco y Berra, Francisco del Paso y Troncoso, Antonio Peñafiel
Siglos XX y XXI
Robert Barlow, Frances Berdan, Ignacio Bernal, Woodrow Borah, Pedro Carrasco, Alfonso Caso, Víctor Manuel Castillo Farreras, Marco Antonio Cervera Obregón, Charles E. Dibble, Justino Fernández, Enrique Florescano, Ángel María Garibay Kintana, Ross Hassig, Joaquín Galarza, Paul Gendrop, Charles Gibson, Serge Gruzinski, Wigberto Jiménez Moreno, Friedrich Katz, Patrick Johansson, Miguel León Portilla, James Lockhart, Alfredo López Austin, Leonardo López Luján, Ignacio Marquina, Eduardo Matos Moctezuma, Federico Navarrete Linares, Eduardo Noguera, Ángel Palerm, Esther Paztory, William T. Sanders, Laurette Séjourné, Eduard Georg Seler, Leonard Schultze-Jena, Michael E. Smith, Felipe Solís, Jacques Soustelle, Tzvetan Todorov, Paul Westheim